# Амирэджиби, Шалва Георгиевич
Шалва Георгиевич Амирэджиби (груз. შალვა გიორგის ძე ამირეჯიბი, 15 января 1887 — 1943, Париж) — грузинский поэт, политический деятель, член Центрального комитета Национально-демократической партии во времена независимости Грузии, член Национального совета (1917—1919) и Учредительного собрания Грузии (1919—1921).

## Биография
Происходит из родовитой дворянской семьи. Отец — князь Георгий Дариспанович Амирэджиби (1857—1943), мать — София Карумовна, урождённая Магалашвили (1857—1944). Окончил Тифлисскую дворянскую гимназию. Первые стихи написал ещё во время учёбы. Революционное движение захватило гимназиста Амирэджиби, и в 1905 году он участвовал в акциях протеста в Кутаиси вместе с Михако Церетели. В 1906 году он отправился в Европу для получения высшего образования, слушал лекции в Венском университете. В 1909 году Амирэджиби вернулся на родину и выпустил альманах «Наша нация» («ჩვენი ერი»), за что вскоре был арестован.
Литературную работу начал в 1910-х годах, сотрудничал в журнале национально-демократического направления «Клди» (კლდის), печатался под псевдонимом «Фарсман-Паручи». С 1915 года являлся постоянным автором национально-демократических газет «Самшоблоса» (Родина) и «Сакартвело» (Грузия). Вполне вероятно, что его псевдонимами были также «Чорчани», «Ш. А.» и «А-и». В этот период были опубликованы его статьи: «Политический кредит Дмитрия Кипиани» («Клди», 1912 № 14), «Шота Руставели» («Клди», 1913 № 16), «Смерть Важа-Пшавела» («Сакартвело», 1915, № 60), «Грузинские меньшевики» («Сакартвело», 1918, № 8), «Кавказский сейм» («Сакартвело», 1918 № 11), «Валерианская Гвинея» («Сакартвело», 1917, «Независимость» («Сакартвело, 1918, № 232»), «Тбилисский университет» («Сакартвело», 1921, № 18).
В 1916 году Амирэджиби был мобилизован в армию — шла Первая мировая война. После Февральской революции 1917 года он вернулся на родину и стал одним из видных деятелей Национально-демократической партии Грузии. В мае 1917 Амирэджиби вместе с другими национал-демократами Шалвой Курумидзе, Давидом Вачнадзе и Давидом Чиабришвили участвовал в первом съезде Союза объединенных горцев. Вернувшись в Тифлис на страницах центрального органа партии газеты "Сакартвело" опубликовал восторженную статью о росте чувств региональной солидарности у горских народов. В конце августа 1917 года Шалва Амирэджиби как наблюдатель участвовал во Внеочередном Андийском съезде мусульманского духовенства Кавказа. По его словам, вокруг села Анди на  этом съезде собралось около 20 тысяч человек. Вместе с Спиридоном Кедиа и Ревазом Габашвили Амирэджиби представлял национал-демократическую фракцию в Независимом парламенте Грузии.
В 1919 году Амирэджиби женился на актрисе Верико Анджапаридзе. Венчание состоялось в Квишхети, Верико долгое время была для него объектом восхищения  и поэтического вдохновения, адресатом многих стихов, некоторые из них вошли в небольшую коллекцию лирических стихотворений 1920 года «Эмали». Амирэджиби имел тесные отношения с грузинскими писателями-символистами. Он дружил с Георгием Леонидзе, Паоло Яшвили, Тицианом Табидзе и другими. Два его стихотворения «Тушь» и «Лехи» были близки из «новой поэтике» (Кутаиси, 1919). В 1922—1924 Амирэджиби писал эпиграммы и поэтические посвящения С. Канчели, Ш. Дадиани, Р. Кавтарадзе, Григол Робакидзе, Г. Леонидзе, Ш. Шарадзе, И. Гришашвили, К. Андроникашвили и другим. Но кроме шуточных эпиграмм и стихов "по случаю" есть много замечательных стихотворений: «Осень», «Серенада Кутатури», «Анти-Напряжение», «До свидания», «Кандак», «Революция», «Муза» и многое другое. В 1922 году им была опубликована небольшая книга «Васил Абашидзе» к 50-летию сценического творчества Абашидзе.
По некоторым сведениям во время восстания 1924 года Шалва Амирэджиби был членом "паритетного комитета" восставших, заместителем Какуцы Чолокашвили по политической части. После разгрома восстания в августе 1924 года, Шалва в 1925 году странным образом оказался за границей. Жил, в основном, во Франции и Германии.
В эмиграции Шалва Амирэджиби издал свои стихи, прозаические произведения и письма в грузинской эмигрантской прессе — «Родина», «Независимая Грузия», «Беди Картли» и «Кавказ». В 1940 году в Берлине он основал собственный журнал «Новое время». Из стихотворений эмигрантского периода Амирэджиби стоит упомянуть «Мамули», «Смерть Котэ Аббаса», «Котэ Андроникашвили», «Элен Абхас», «Рубины», «Деревня», «Шалва Шаташидзе», «Вера Пагхава». Его мемуары «Какуца » рассказывают об одном из эпизодов борьбы Какуцы Чолокашвили.
В Париже в 1930-е годы участвовал в работе Кружка по изучению Кавказа, выступал с лекциями о грузинской литературе и по истории Грузии.
Перед Второй мировой войной Шалва Амирэджиби принадлежал к прогерманскому крылу грузинской эмиграции, считая, что победа Германия поможет Грузии восстановить государственную независимость подобно тому, как это произошло 26 мая 1918 года. Весной 1942 года участвовал в конференции в Берлине по вопросу выработки концепции политики Германии по отношению к малым народам СССР.
Скончался в Париже в июле 1943 года. Похоронен на Новом кладбище Сент-Уэн.

## Некоторые публикации
- Ш. Амирэджиби. Итоги. // Кавказ, № 1(13), январь 1935.
- Шалва Амирэджиби. Марксизм и национальная политика. // Кавказ, № 4(16), апрель 1935.
- Ш. Амирэджиби. Роль людей и условий в истории. // Кавказ, № 3(39), март 1937.

## Семья
- Жена — Верико Анджапаридзе (1897—1987), грузинская актриса. В 1925 году Шалва эмигрировал во Францию. В его жизни так и не появилась другая женщина. И даже незадолго до смерти он посвящал Верико прекрасные стихи[5]. Верико вторым браком была замужем за режиссером Михаилом Чиаурели.
  - Дочь — умерла в младенчестве[5].
- Сестра — Анастасия (Тасо) (1886—1968), замужем за Геронтием Кикодзе[2].
- Сестра —  Екатерина (1888—1975) — грузинская советская актриса, народная артистка Грузинской ССР, замужем за Василием (Васо) Акропировичем Арабидзе[2] (1881—1951), участником революционного движения, театральным деятелем[10].
- Брат — Ираклий (1890—1939)[2], его сын Мзечабук (известный писатель Чабуа Амирэджиби) написал роман «Гора Мборгали», где рассказывает о несчастной любви Шалвы и Верико Анджапаридзе[5].

## Ресурсы в интернете
- Шалва Амирэджиби